# ホルスト・ブランケンブルク
ホルスト・ブランケンブルク（ドイツ語: Horst Blankenburg、1947年7月10日 - ）は、ドイツの元サッカー選手。ポジションはDF。
1970年代初めのアヤックス・アムステルダムでUEFAチャンピオンズカップ3連覇を成し遂げた時の主力の一人であり、その後UEFAカップウィナーズカップ 1976-77をハンブルガーSVで制したが、ドイツ代表に選ばれる事はなかった。

## クラブ歴
1.FCハイデンハイムのユース出身。マックス・メルケル監督率いる1.FCニュルンベルクで1967-68シーズンにプロ選手となった。彼は同シーズンにリーグで出場する事は無かったが、13試合に出場し、クラブはブンデスリーガを制覇した。ウィーナーSCに4万5000マルクで移籍。翌シーズンにTSV1860ミュンヘンに10万マルクで移籍、31試合に出場したがクラブは降格、アヤックス・アムステルダムに移籍した。
アヤックスではヨハン・クライフ、ヨハン・ニースケンス、ルート・クロル、アリー・ハーンといったメンバーと共に、シュテファン・コヴァチ、リヌス・ミケルス両監督の下で過ごした。オランダのオフサイドトラップも彼やヴェリボル・ヴァソヴィッチによって構築された。このチームで欧州随一のスイーパーとして活躍し、1971年から1973年にかけてUEFAチャンピオンズカップを三連覇、インターコンチネンタルカップを1972年に制した。
1975年にクノ・クレッツァー監督のハンブルガーSVに移籍。1977年にUEFAカップウィナーズカップを制したが、決勝戦に出場する事は出来なかった。その後はチーム内での立場も失ったため、同年夏にヌーシャテル・ザマックスに移籍。
翌年シカゴ・スティングに移籍し、KSCハッセルトに期限付き移籍。1981年にSCプロイセン・ミュンスターでプロを引退。
1982年にフンメルスビュッテラーSV、1985年にリューネブルガーSKに所属し38歳で選手を引退した。

## 代表歴
フランツ・ベッケンバウアーがリベロとして君臨していたのもあり、ドイツ代表に選ばれる事はなかった。
ヨハン・クライフは彼を1974 FIFAワールドカップのオランダ代表のメンバーとして招集しようとしていたが、彼がドイツ代表を志していたために固辞し、実現しなかった。

## タイトル
ニュルンベルク
- ブンデスリーガ: 1967-68

アヤックス
- エールディヴィジ: 1971-72, 1972-73
- KNVBカップ: 1970-71, 1971-72
- UEFAチャンピオンズカップ: 1970-71, 1971-72, 1972-73
- UEFAスーパーカップ: 1972, 1973
- インターコンチネンタルカップ: 1972

ハンブルガー
- DFBポカール:1975-76
- UEFAカップウィナーズカップ: 1976-77